# Органза

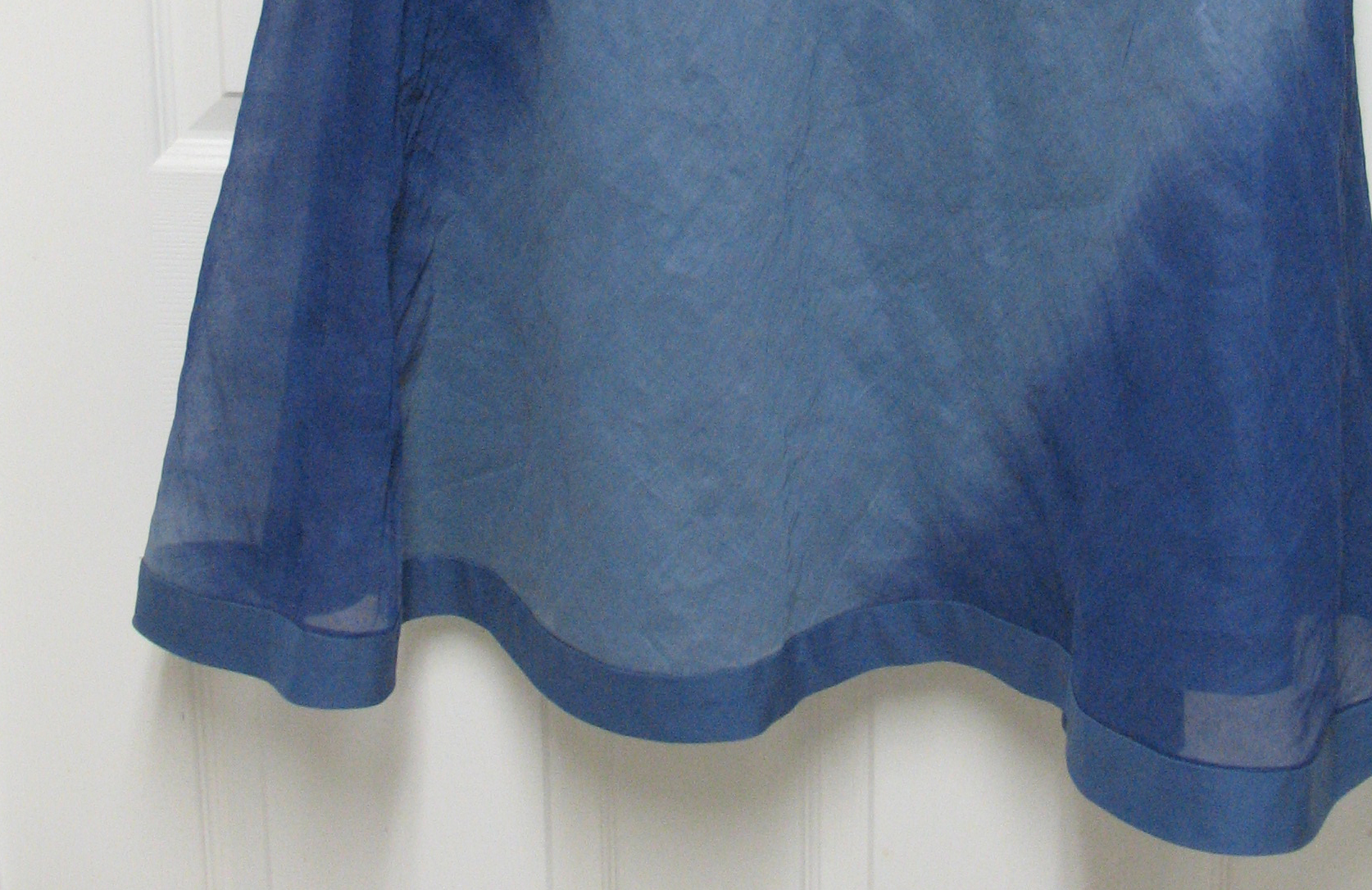
Органза

Органза — тонка жорстка прозора тканина, зроблена з шовку, поліестеру або віскози шляхом скручування двох волокон.
Органза підрозділяється на блискучу і матову. Малюнок на органзі може вироблятися різними способами: вишивкою, травленням, печаткою. Цікаві ефекти дають лазерна прорізка і перфорування. Органзу використовують у виробництві штор та в костюмах для східних танців.

## Етимологія назви
Походження слова «органза» достовірно не відоме, вимова його остаточно не усталилася. Є припущення, що воно походить від назви стародавнього узбецького міста Ургенч, або (по-узбецьки) Урганч. Тим більше, що завезена тканина в Європу була зі Сходу в кінці XVIII століття, а в Ургенчі багато років існує шовкопрядильна фабрика. Наголос на останньому складі відповідає саме цій версії.
Вебстерський і Оксфордський словники пропонують версію, згідно з якою назва «органза» походить від назви американської торгової марки Logranza (1820), під якою випускалися різні шовкові тканини. Такому припущенням відповідає наголос на передостанньому складі.